# فیلمور (مینه‌سوتا)
فیلمور (به انگلیسی: Fillmore) یک منطقهٔ مسکونی در ایالات متحده آمریکا است که در شهرستان فیلمور، مینه‌سوتا واقع شده‌است. فیلمور ۳۱۷٫۰ متر بالاتر از سطح دریا واقع شده‌است.